# 真實的帥氣的
《真實的帥氣的》（韓語：리폼쇼 리얼하게 폼나게），亦称《要真實，要帥氣》，是韩国K-STAR的综艺节目，由李辉宰、利特 (Super Junior)、光熙 (ZE:A)主持。节目邀请何尚白、白成铉、朴允熙、张水院、李智善、栽经 (Rainbow)、金泰根、金淑等人出演，嘉賓透過攜帶的衣物進行討論與潮流資訊分享，為真人秀綜藝節目。。

## 各集嘉賓
| 集數 | 撥出日期      | 來賓              |
| ---- | ------------- | ----------------- |
| 1    | 2016年5月4日  | Tiffany(少女時代) |
| 6    | 2016年6月8日  | 孝敏(T-ara)       |
| 7    | 2016年6月15日 | Amber(f(x))       |